# Taeniophyllum leptorrhizum
Taeniophyllum leptorrhizum är en orkidéart som beskrevs av Rudolf Schlechter. Taeniophyllum leptorrhizum ingår i släktet Taeniophyllum och familjen orkidéer. Inga underarter finns listade i Catalogue of Life.